# Anthelephila limaria
Anthelephila limaria es una especie de coleóptero de la familia Anthicidae.

## Distribución geográfica
Habita en Nepal.